# Parasphendale stali
Parasphendale stali es una especie de mantis de la familia Mantidae.

## Distribución geográfica
Se encuentra en Kenia Tanzania y Zimbabue.